# لودويغ مينيلي
لودويغ مينيلي  (و. 1932  م) هو صحفي، ومحامي سويسري، ولد في زيورخ.